# Liste der Gemeindeverbände im Département Ardennes
Das Département Ardennes liegt in der Region Grand Est in Frankreich. Es untergliedert sich in acht Gemeindeverbände.
Siehe auch: Liste der Gemeinden im Département Ardennes

## Gemeindeverbände

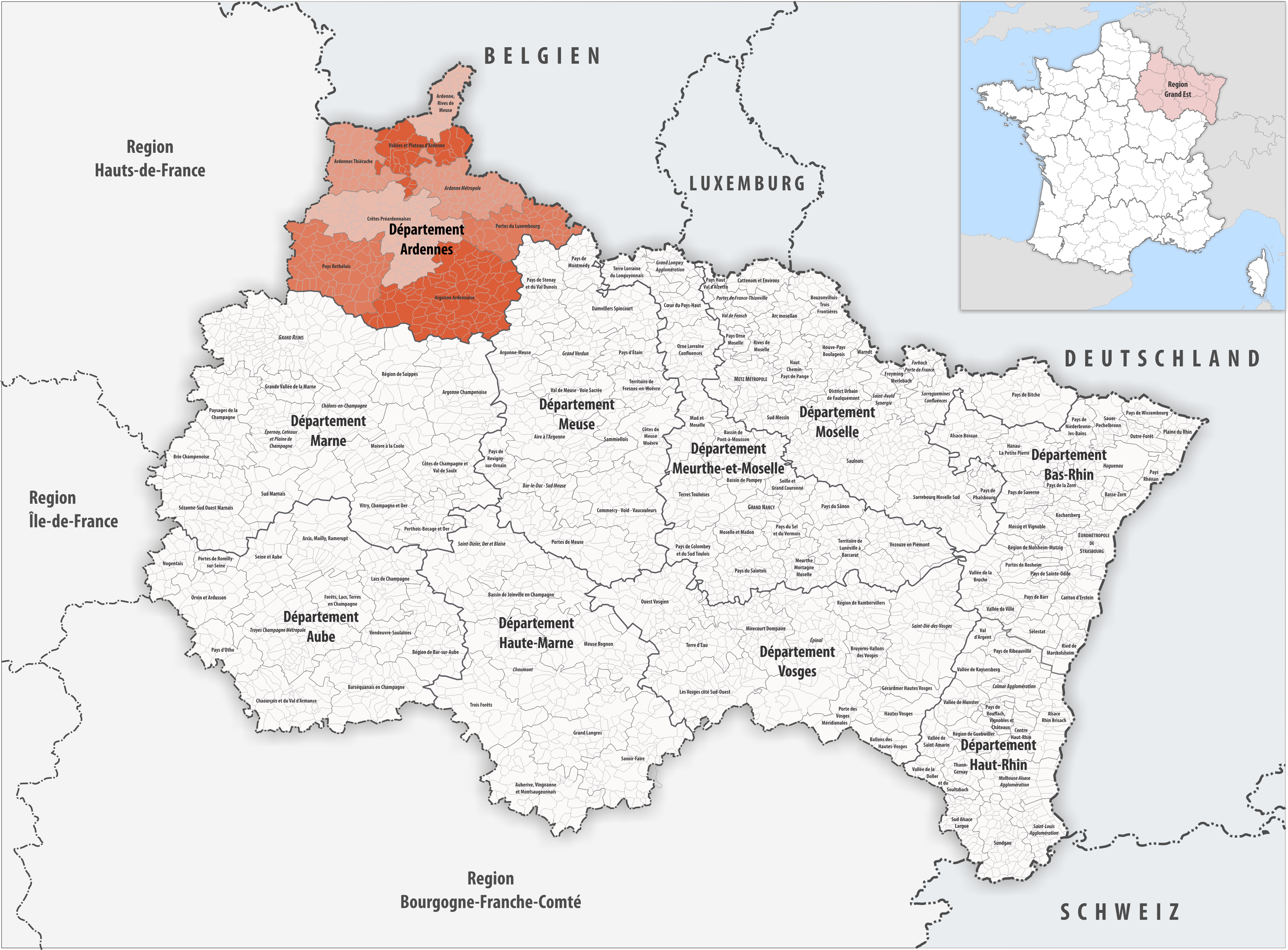
Gemeindeverbände im Département Ardennes

| Gemeindeverband              | Gemeinden im Départ./Verband | Einwohner 1. Januar 2022 | Fläche km² | Dichte Einw./km² | SIREN- Nummer | Rechtsform                 | Gründungsdatum    |
| ---------------------------- | ---------------------------- | ------------------------ | ---------- | ---------------- | ------------- | -------------------------- | ----------------- |
| Ardenne Métropole            | 57/57                        | 120.380                  | 568,00     | 212              | 200 041 630   | Communauté d’agglomération | 1. Januar 2014    |
| Ardenne, Rives de Meuse      | 19/19                        | 25.753                   | 272,89     | 94               | 240 800 821   | Communauté de communes     | 20. Dezember 2001 |
| Ardennes Thiérache           | 37/37                        | 9.464                    | 427,90     | 22               | 200 041 622   | Communauté de communes     | 1. Januar 2014    |
| Argonne Ardennaise           | 95/95                        | 16.486                   | 1.212,99   | 14               | 240 800 920   | Communauté de communes     | 31. Dezember 1997 |
| Crêtes Préardennaises        | 94/94                        | 21.654                   | 1.015,65   | 21               | 240 800 862   | Communauté de communes     | 20. Dezember 1995 |
| Pays Rethélois               | 65/65                        | 30.021                   | 812,04     | 37               | 200 043 156   | Communauté de communes     | 1. Januar 2014    |
| Portes du Luxembourg         | 49/49                        | 19.472                   | 507,13     | 38               | 240 800 847   | Communauté de communes     | 23. Dezember 1994 |
| Vallées et Plateau d’Ardenne | 31/31                        | 23.974                   | 412,81     | 58               | 200 067 759   | Communauté de communes     | 16. November 2016 |